# NGC 2201
NGC 2201 este o galaxie situată în constelația Pupa. A fost descoperită în 1 ianuarie 1835 de către John Herschel. Se află la o distanță de 68,23 de megaparseci de Pământ.